# Avant que l'ombre... À Bercy (livre)
Pour les articles homonymes, voir Avant que l'ombre... À Bercy.
Avant que l'ombre... À Bercy est un album photos realisé par Mylène Farmer dont tous les clichés ont été choisis par Mylène Farmer et qui ont été pris par Claude Gassian lors de la série de concerts spectaculaires Avant que l'ombre... À Bercy.
Il sort quasiment en même temps que le CD et le DVD résultant de cette série spectaculaire de concerts, Avant que l'ombre... À Bercy.